# 브렌다 로럴

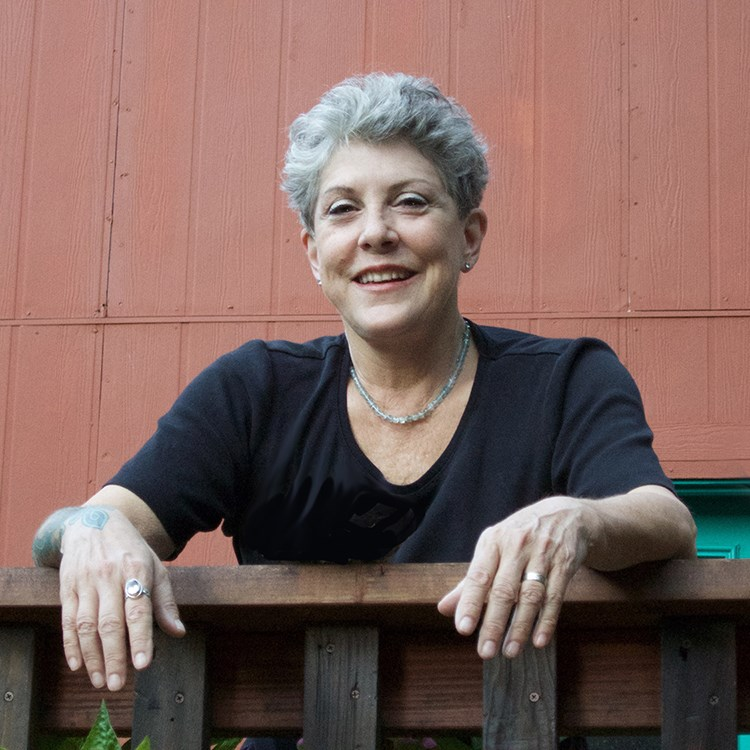

브렌다 로럴(Brenda Laurel)은 미국의 인간과 컴퓨터 상호작용, 디자인 리서치 분야의 개척자이며 디자이너, 연구가, 저술가이다. 특히, 기술을 문화적인 수용의 입장에서 분석하고 있다. 오하이오 주립 대학에서 1975년에 석사, 1986년에 박사 학위를 받았으며 원래는 드포우(DePauw) 대학과 오하이오 대학 연극, 연기, 감독학과에서 연극학을 전공하였으나, 박사학위 과정에서 컴퓨터 기반의 상호교감과 연극을 접목하는 연구를 통해 인터렉션 디자인 분야에 발을 들여놓게 되었다. 이 아이디어는 1991년에 출간된 첫 저서 <극장이 된 컴퓨터>(Computer as Theatre, 1991년)이 되었다. 1980년대에는 사이버비전, 아타리, 액티비젼과 같은 회사에서 디자이너 겸 연구자로 일하였으며, 1990년에는 스콧 파셔와 함께 텔레프레젠스 리서치를 세우고 가상현실과 원격 존재에 대한 전문적 연구 개발을 하였다. 1992년에는 4년 동안 인터벌 리서치 회사에서 기술과 성별 차이에 대한 연구 프로젝트를 진행하였으며, 그 뒤 여기에서 다시 발달한 퍼플문을 창립한다. 이 회사에서는 십대 소녀들을 대상으로 한 여러 컴퓨터 미디어와 소프트웨어를 개발하였다. 1999년, 이 회사는 마텔사에 인수되었다. 이러한 경험을 바탕으로 1999년 <유토피아 기업가>(Utopian Enterpreneur)를 저술하였다.
1999년에서 2006년 사이에 그녀는 디자인 대학으로 유명한 아트 센터 컬리지 옵 디자인에서 미디어 디자인 프로그램을 담당하였으며, 2005년에서 2006년까지 선 마이크로 시스템의 초빙 연구원을 역임했다. 2006년에는 캘리포니아 컬리지 오브 아트 (CCA, California College of the Arts)의 미술학 석사과정의 학과장으로 임명되었다. 현재 남편 랍 토우(Rob Tow)와 함께 산타 크루즈 마운틴즈에서 살고 있다.

## 저서
- Design Research: Methods and Perspectives, MIT Press, (2004) ISBN 0-262-12263-4
- Utopian Entrepreneur, MIT Press (2001) ISBN 0-262-62153-3
- Computers as Theatre, Addison-Wesley (1991) ISBN 0-201-55060-1
- The Art of Human-Computer Interface Design, Addison-Wesley (1990) ISBN 0-201-51797-3

## 같이 보기
- 프로그래머 목록